# Непризывные вооружённые силы
Непризывны́е вооружённые си́лы (доброво́льные вооружённые си́лы) — вооружённые силы, формируемые на добровольной основе, без применения института воинского призыва. 

## Вооружённые силы государств и стран без призыва в мирное время
- Вооружённые силы Афганистана
- Вооружённые силы Антигуа и Барбуды
- Вооружённые силы Аргентины[1]
- Силы обороны Австралии
- Вооружённые силы Багамских Островов
- Вооружённые силы Бангладеш
- Вооружённые силы Барбадос
- Вооружённые силы Бахрейна
- Вооружённые силы Бельгии
- Вооружённые силы Белиза
- Вооружённые силы Болгарии
- Вооружённые силы Боснии и Герцеговины
- Вооружённые силы Ботсваны
- Вооружённые силы Брунея
- Вооружённые силы Бурунди
- Вооружённые силы Бутана
- Вооружённые силы Ватикана
- Вооружённые силы Великобритании
- Вооружённые силы Венгрии
- Вооружённые силы Восточного Тимора
- Силы обороны Гайаны
- Вооружённые силы Гамбии
- Вооружённые силы Ганы
- Вооружённые силы Германии (c 2011)
- Вооружённые силы Джибути
- Вооружённые силы Доминиканской Республики
- Вооружённые силы Замбии
- Вооружённые силы Индии
- Силы обороны Ирландии
- Вооружённые силы Испании
- Вооружённые силы Италии
- Вооружённые силы Камеруна
- Вооружённые силы Канады
- Вооружённые силы Катара
- Вооружённые силы Кении
- Вооружённые силы Комор
- Вооружённые силы Республики Конго
- Вооружённые силы Ливана
- Вооружённые силы Лесото
- Вооружённые силы Либерии
- Вооружённые силы Люксембурга
- Вооружённые силы Мадагаскара
- Вооружённые силы Республики Македонии
- Вооружённые силы Малави
- Вооружённые силы Малайзии
- Вооружённые силы Мальдив
- Вооружённые силы Мальты
- Вооружённые силы Намибии
- Вооружённые силы Непала
- Вооружённые силы Нигерии
- Вооружённые силы Нидерландов
- Вооружённые силы Никарагуа
- Вооружённые силы Новой Зеландии
- Вооружённые силы Омана
- Вооружённые силы Пакистана
- Вооружённые силы Папуа — Новой Гвинеи
- Вооружённые силы Перу
- Вооружённые силы Польши
- Вооружённые силы Португалии
- Силы обороны Руанды
- Вооружённые силы Румынии
- Вооружённые силы Саудовской Аравии
- Вооружённые силы Сейшельских Островов
- Вооружённые силы Сент-Китса и Невиса
- Вооружённые силы Сербии
- Вооружённые силы Сирии
- Вооружённые силы Словакии
- Вооружённые силы Словении
- Вооружённые силы Суринама
- Вооружённые силы США
- Вооружённые силы Сьерра-Леоне
- Вооружённые силы Танзании
- Службы обороны Тонга
- Силы обороны Тринидада и Тобаго
- Вооружённые силы Уганды
- Вооружённые силы Уругвая
- Вооружённые силы Фиджи
- Вооружённые силы Франции
- Вооружённые силы Черногории
- Вооружённые силы Чехии
- Вооружённые силы Эквадора
- Вооружённые силы Эфиопии
- Южно-Африканские национальные силы обороны
- Силы обороны Ямайки
- Силы самообороны Японии

### Страны, вооружённые силы которых хотят перейти на принцип добровольного формирования в ближайшем будущем
- Вооружённые силы Китайской Республики (Тайвань) — формально призыв есть, но реально на срочную службу в армию попадают по конкурсу, так что фактически служба добровольная.

## В России
Контрактная служба в России была введена в 1992 году.
Попытка перевести Вооружённые силы Российской Федерации с призывной основы на исключительно контрактную основу была предпринята в 1996 году, когда президентом России Борисом Ельциным 16 мая был подписан указ «О переходе к комплектованию должностей рядового и сержантского состава Вооруженных Сил и других войск Российской Федерации на профессиональной основе», согласно которому к 2000 году планировалось отменить всеобщую воинскую повинность и перевести все ВС РФ исключительно на контрактную основу.
Тем не менее, эта инициатива не была реализована в той мере, в какой изначально предполагалось: 12 марта 1998 года Советом Федерации был одобрен закон «О воинской обязанности и военной службе», не упразднявший призывную систему, но сохранявший контрактную. Заключение контракта о прохождении воинской службы в Российской Федерации в настоящее время регулируется статьёй 34 Федерального закона № 53-ФЗ «О воинской обязанности и военной службе» в редакции от 16 июня 2023 года. Согласно этим положениям закона, поступить на контрактную службу в Вооружённые силы Российской Федерации имеют право следующие лица:
- военнослужащие, у которых заканчивается предыдущий контракт о прохождении военной службы;
- военнослужащие, проходящие военную службу по призыву, а также граждане, не пребывающие в запасе и поступающие на военную службу в Вооруженные Силы, войска национальной гвардии, спасательные воинские формирования МЧС России, Службу внешней разведки России, органы ФСБ России, органы ФСО России и ГУСП;
- граждане, пребывающие в запасе;
- граждане женского пола, не пребывающие в запасе;
- иностранные граждане в возрасте с 18 лет.

Согласно заявлению министра обороны РФ С. К. Шойгу от 10 декабря 2013 года, количество военнослужащих-контрактников ВС Российской Федерации по контракту в 2013 году составило 77 тысяч человек, а на 2014 год планировалось увеличить их численность до 240 тысяч человек. В том же году Шойгу заявил, что в связи с географическим положением перевести вооружённые силы исключительно на контрактную основу не предоставляется возможным в принципе и российская армия никогда не будет полностью контрактной: в случае угрозы национальной безопасности потребуется масштабная мобилизация. Однако он допускал, что к 2020 году Россия уйдёт от боевого применения в боевых действиях призывников.
В феврале 2020 года глава комитета Совета Федерации по обороне и безопасности Виктор Бондарев отметил, что в мобилизационном резерве, который формировался преимущественно из срочной службы, на тот момент насчитывалось почти 400 тысяч контрактников, а ежегодно российская армия набирала по 150 тысяч человек. По оценке сайта «Важные истории» за октябрь того же года, ежегодную службу в вооружённых силах РФ по контракту проходили около 400 тысяч человек, хотя около 1 тысячи человек предстают перед судом за самовольный уход со службы.
Согласно опросу, проведённому фондом «Общественное мнение» с 12 по 14 февраля 2021 года, из 1800 респондентов 18 % выступили за комплектование ВС РФ исключительно на контрактной основе, 28 % — за комплектование из призывников и контрактников поровну, 25 % — за комплектование преимущественно из контрактников, 16 % — за комплектование преимущественно из призывников; 9 % затруднились дать ответ. В то же время полный переход на службу в вооружённых силах по контракту в России, по оценке некоторых военачальников, невозможен из-за ряда факторов, среди которых выделяются недостаточное финансирование, текущая система стратегического развёртывания и отсутствие института младшего командного состава.
Согласно Указу Президента РФ № 127 от 28.03.2017, штатная численность военнослужащих в России составляет 1013 тыс. человек. С учетом гражданского персонала, штатная численность Вооруженных сил РФ составляет 1903 тыс. человек. 
25 марта 2020 министр обороны России Сергей Шойгу сообщил, что число военнослужащих по контракту в российской армии с 2012 года увеличилось более чем в два раза и составило 405,1 тысячи человек, а количество призывников уменьшилось до 225 тысяч, почти на 100 тысяч человек.  
18 декабря 2020 заместитель министра обороны России Николай Панков сообщил: «Наша конечная цель — укомплектование профессиональными кадрами 500 тысяч воинских должностей солдат, сержантов и прапорщиков в 2021 году».
14 декабря 2023 года президент России Владимир Путин сообщил о том, что в рамках кампании по привлечению людей на контрактную службу, которая началась после «частичной мобилизации»,  ряды Вооружённых сил РФ пополнили 486 тысяч добровольцев. По его словам, ежедневно контракты с ВС подписывают 1,5 тысячи мужчин.

### Льготы для военнослужащих по контракту
В мае 2023 года президент РФ Владимир Путин своим указом упростил получение гражданства России военнослужащими по контракту. Согласно документу, такую возможность получат иностранцы, заключившие годовой контракт в период боевых действий на Украине, их супруги, дети, включая усыновлённых, а также родители.

## В США
Вооруженные силы с 1973 года комплектуются только контрактниками, но все мужчины обязаны встать на воинский учёт, так как в случае войны или «недостаточного» количества участников в вооруженных силах может быть введен призыв. Однако, в США это требование исполняется не слишком строго, и с 1986 года за его невыполнение никого не преследовали.

## В Дании
Власти и политики сами решают, какое число участников должно быть набрано в Вооруженные силы.
В стране существует призыв. Но так как 99,99% солдат составляют контрактники, то остальных отбирают при помощи лотереи. Таким образом, на практике призыв применяется весьма редко. В 2020 году было призвано лишь 19 человек.
Однако, в стране существует обязанность проходить службу, и предусмотрена уголовная ответственность за отказ ее нести.

## В Хорватии
До 2008 года в стране существовала обязательная воинская повинность, затем она была заменена добровольной службой. В середине августа 2024 года министр обороны Хорватии объявил о возобновлении с 1 января 2025 года обязательного призыва на военную службу. Срок службы призывников составит два месяца.

## В Иордании
Призыв отменяли и восстанавливали три раза.